# Nicholas K. Roerich
Nicholas Roerich (Nikolaj Konstantinovitj Rjorich), född 9 oktober 1874 (27 september g.s.) i Sankt Petersburg, död 13 december 1947 i Kullu i Indien, var en rysk konstnär, författare, vetenskapsman, son till Konstantin Roerich, och Marie V. Kalasjnikova.

## Biografi
Roerich tog juristexamen vid S:t Petersburgs universitet 1898 och utbildade sig till målare vid Kejserliga konstakademin i samma stad.
1900 for han till Paris för första gången och blev där elev hos bland andra Cormon. Hans konst från den perioden räknas till det som kallas nordisk modernism. 1901 gifte han sig med Helena Shaposhnikova och fick med henne sönerna Jurij Roerich (1902), senare känd filolog och tibetolog, och Svetoslav Roerich (1904), även han konstmålare.
1916 drabbades Roerich av en allvarlig lungsjukdom och familjen flyttade till Sordavala vid Ladoga. Efter oktoberrevolutionen förklarade sig Finland självständigt och gränsen mot Ryssland stängdes. Roerich kunde inte längre resa till Petrograd på olika uppdrag.

### Författarskap
Mellan 1916 och 1919 skrev Roerich lyrik på blankvers. Med essäer uttrycker han sin inre resa och sitt andliga sökande. Han tror på hinduismen med ett ändlöst universum som manifesterar sig i återkommande cykler av skapande och upplösning. Hinduismen visar hur kulturen kan skapa en andlig ekologi, vilken både är en helhet och öppen för inre olikheter.

### Agni Yoga

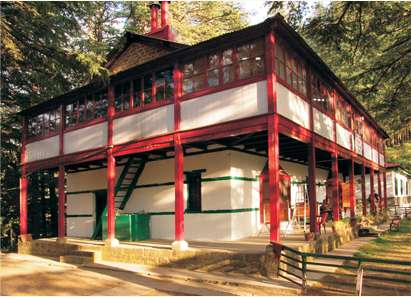
Forskningcenter Urusvati

### Pax Cultura

### Senare år

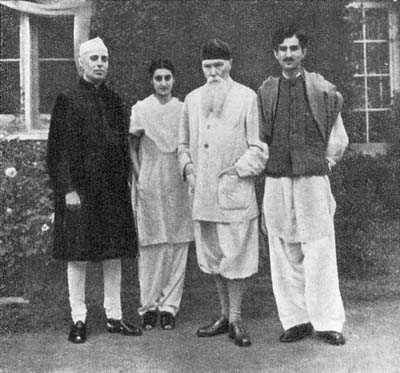
J. Nehru, Indira Gandhi och M. Yunus besöker Roerich 1942

## Konstverk (urval)

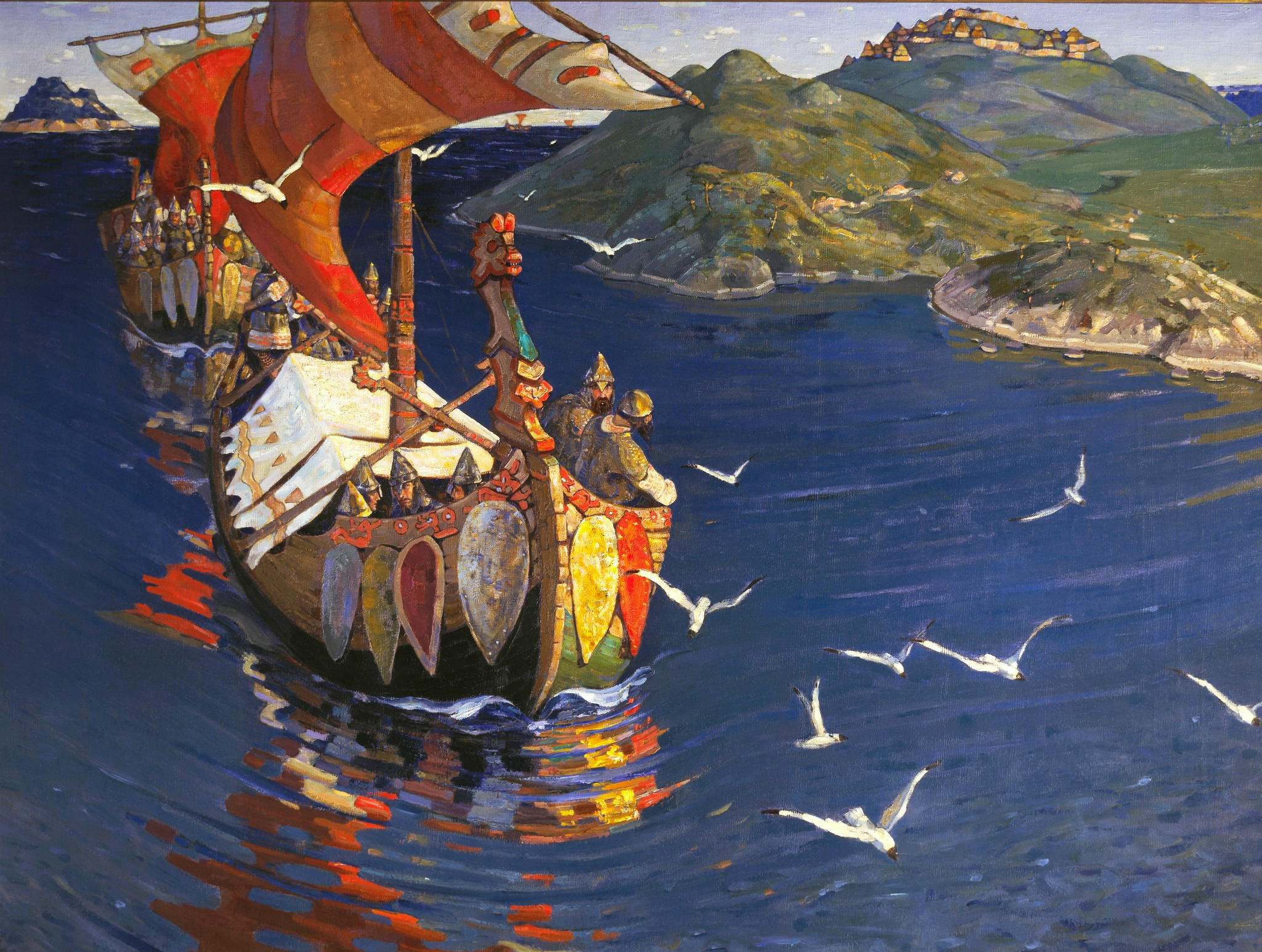
Målning av Nicholas K. Roerich 1899
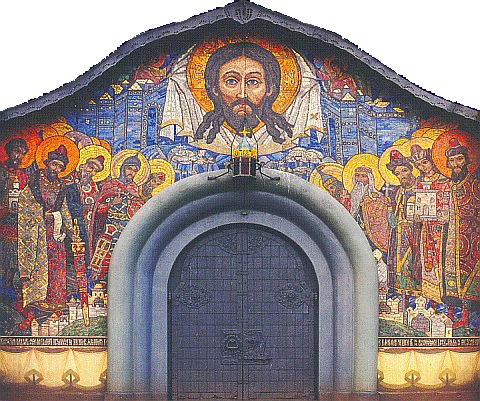
Frälsaren i Pochayev
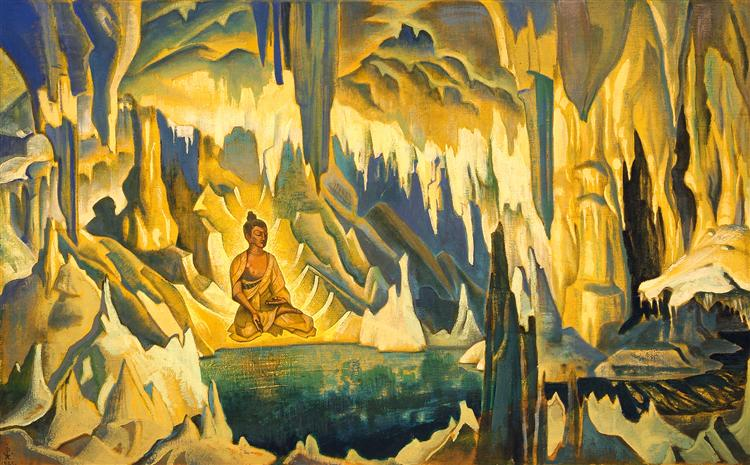
Buddha segraren 1925

## Eftermäle

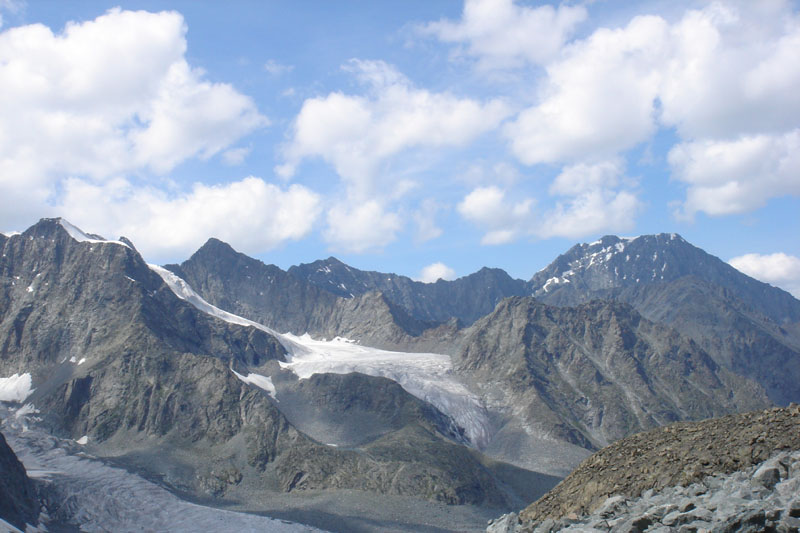
Altai pass uppkallade efter Roerich
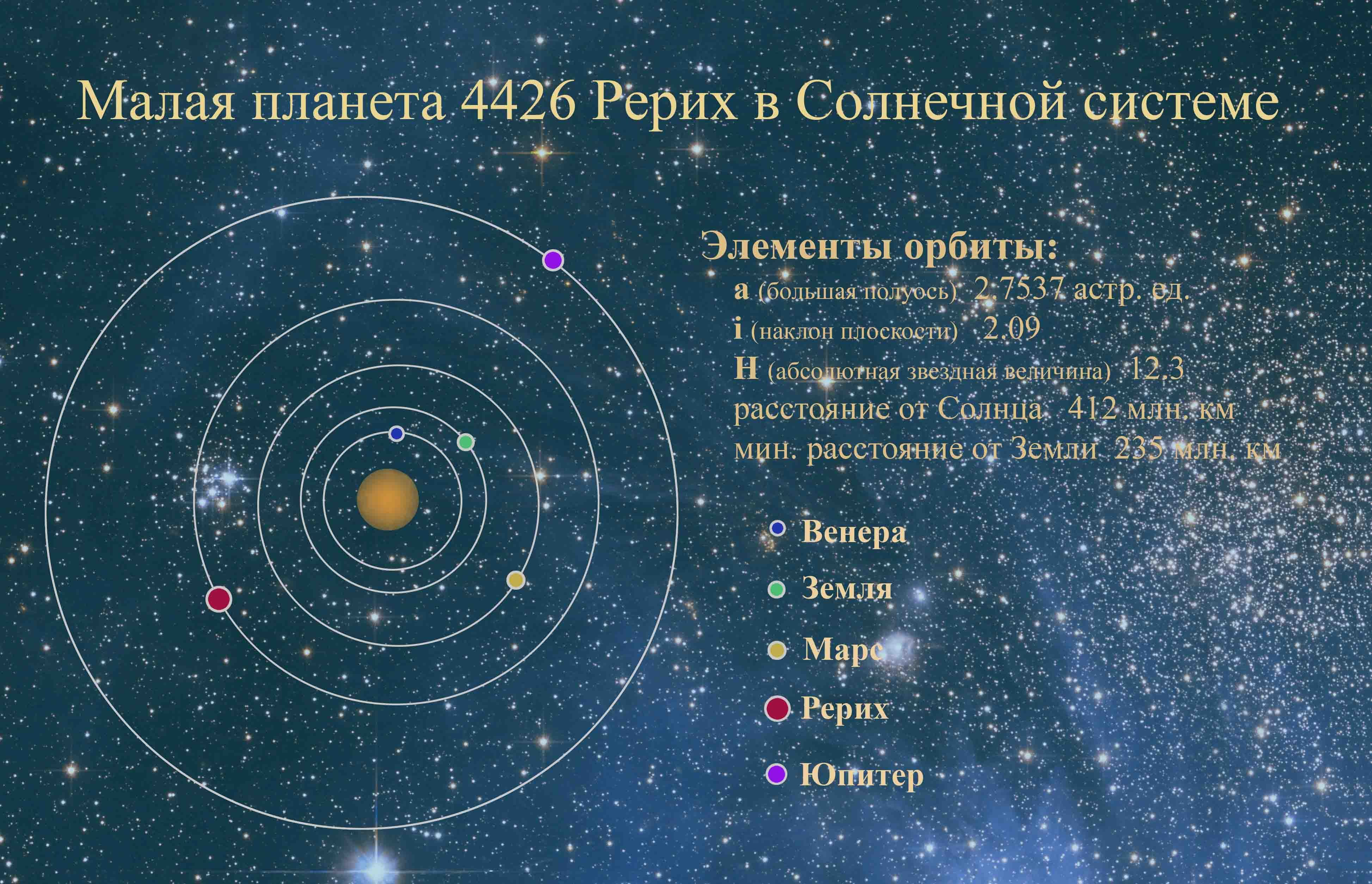
Planeten 4426 Roerich i solsystemet
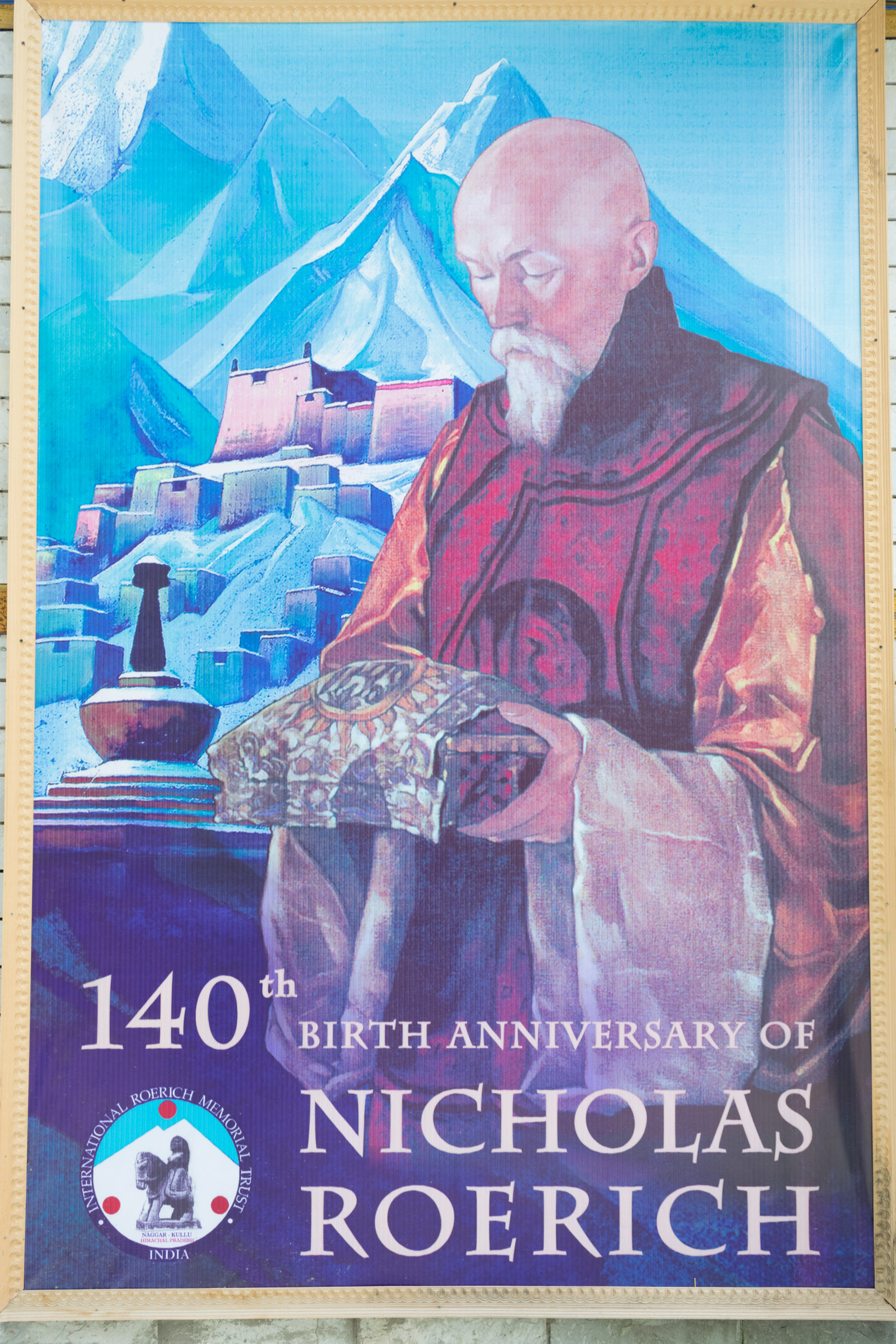
140 år efter Roerich födelse